# Jacky Simon
Pour les articles homonymes, voir Simon et Jacques Simon.
Jacques Simon, dit Jacky Simon, né le 25 mars 1941 à Omonville-la-Rogue et mort le 5 décembre 2017 à Valognes, est un footballeur français.
Il s'est illustré avec le FC Nantes (1963-1968) et a joué en équipe de France (15 sélections, 1 but).

## Carrière
Jacky Simon débute à l’UST Équeurdreville (Manche) en 1950, à 9 ans. Il rejoint l’AS Cherbourg en 1959, où il fait remarquer, comme ailier, sa vitesse, sa remarquable conduite de balle et son talent de buteur. Il reste quatre saisons dans ce club, où il bénéficie notamment des conseils avisés de l'entraîneur André Simonyi.
Après son service militaire, effectué pour partie en Algérie, Jacky Simon est transféré au FC Nantes en 1963. Il y obtient deux titres de champion de France de division 1 en 1964-65 et 1965-66. Il est aussi meilleur buteur en 1964-65, avec 24 buts.
Il joue ensuite aux Girondins de Bordeaux de 1968 à 1970 (74 matches, 19 buts) et au Red Star de 1970 à 1973 (90 matches, 10 buts).
Il marque 98 buts en division 1, dont 73 avec Nantes. Il dispute par ailleurs 10 matches en Coupes d'Europe et inscrit 2 buts.
Il est international A 15 fois entre 1965 et 1969. Il marque 1 but.
- Premier match : France-Autriche 1-2 le 24 mars 1965 à Paris.
- Dernier match : Angleterre-France 5-0 le 12 mars 1969 à Wembley.

La presse sportive lui remet l’Oscar du football français.
À l'issue de sa carrière professionnelle, il devient l'entraîneur du CS Carentan (Manche), alors en division d'honneur de Normandie.
Il meurt le 5 décembre 2017 à l'hôpital de Valognes, à l'âge de 76 ans.

## Palmarès

### En club
- Champion de France en 1965 et en 1966 avec le FC Nantes
- Vainqueur du Trophée des Champions en 1965 avec le FC Nantes
- Finaliste de la Coupe de France en 1966 avec le FC Nantes et en 1969 avec les Girondins de Bordeaux

### Distinction individuelle
- Meilleur buteur de Championnat de France en 1965 (24 buts)